# Emiliano Zapata, Coronado
Emiliano Zapata är en ort i Mexiko.   Den ligger i kommunen Coronado och delstaten Chihuahua, i den centrala delen av landet, 1 000 km nordväst om huvudstaden Mexico City. Emiliano Zapata ligger 1 473 meter över havet och antalet invånare är 164.
Terrängen runt Emiliano Zapata är huvudsakligen platt, men åt nordost är den kuperad. Runt Emiliano Zapata är det mycket glesbefolkat, med 2 invånare per kvadratkilometer. Närmaste större samhälle är José Esteban Coronado, 15,6 km söder om Emiliano Zapata. Omgivningarna runt Emiliano Zapata är i huvudsak ett öppet busklandskap.